# Hector Isabella
Hector Isabella, né le 21 juin 1912 à Veigy-Foncenex et fusillé le 16 juin 1944 à Saint-Didier-de-Formans, est un résistant français.

## Biographie

### Avant 1940
Né le 21 juin 1912 dans une famille d'origine italienne, Hector grandit à Thonon-les-Bains où il passe son certificat d'études et apprend le métier de plâtrier-peintre. En 1933, il est convoqué à la caserne d'Annecy pour accomplir son service militaire au sein du 27e BCA. À son retour, il devient un militant actif du PCF dans le secteur de Thonon-les-Bains.
Dans le cadre de la mobilisation générale de 1939, Hector est appelé sous les drapeaux et gagne le Front des Alpes. Il est démobilisé en juillet 1940, à la suite de l’armistice signé par le Maréchal Pétain.
Aussitôt, Hector entre en Résistance et organise chez lui des réunions clandestines. Il se spécialise dans l'impression et la diffusion de tracts anti-vychistes et anti-nazis. Il remplit également des fonctions de recrutement au sein du Front National de Lutte pour la Libération et l’Indépendance de la France. Comme Marius Bouvet, il est "le premier des premiers" pour réorganiser le PCF, dissout en 1939 par le Pacte germano-soviétique.

### Résistance en Haute-Savoie
En 1942, Hector intègre les FTPF. Résistant sédentaire, il en est l’un des principaux organisateurs dans la région de Thonon-les-Bains. Après l’instauration du STO, il contribue activement à la création des premiers maquis haut-savoyards.
Ayant la police à ses trousses, il décide à son tour de gagner le maquis, en février 1943. Rapidement, il est nommé chef de groupe, puis chef de détachement. Pris d'assaut par de très nombreux GMR, Hector défend son camp avec les hommes placés sous son commandement mais est contraint de se replier.
Les cadres FTPF le nomment ensuite responsable du service matériel. Hector contribue au ravitaillement des maquis et au recrutement de jeunes mobilisés pour le STO. Il prend part à plusieurs actions de guérilla. Le 1er octobre 1943, il participe par exemple avec les membres de sa compagnie à l’attaque d’un train allemand entre Allinges et Perrignier.
Fin 1943, Hector exerce de nouvelles responsabilités puisqu’il est chef des services parachutages pour les deux Savoies. Devenu trop connu dans la région, il est muté à Lyon, comme d'autres Hauts-Savoyards, pour rejoindre l’inter-région H1 qui regroupe l’Ain, les Hautes-Alpes, l’Isère, le Jura, le Rhône, la Saône-et-Loire, la Savoie et la Haute-Savoie.

### Résistance à Lyon
Arrivé à Lyon en janvier 1944, il est intégré au service technique inter-régional et placé sous la responsabilité du commissaire technique inter-régional (CTIR), Lucien Iltis.
Promu chef des services parachutages pour toute l’inter-région, Hector exerce également de nombreuses activités relatives aux sections de combat et à l’approvisionnement en matériel de guerre. Il est arrêté par la Gestapo dans la frénésie des rafles frappant les FTPF en mai 1944. Le comité militaire de la zone sud, le comité militaire inter-régional et certains comités militaires régionaux sont en effet démantelés par Klaus Barbie, grâce à la trahison du CTIR.
Incarcéré à la prison Montluc, Hector connait l’horreur de l’École de Santé Militaire de Lyon, siège de la Gestapo. Torturé, il ne délivre aucune information. Il tente d’ailleurs de s’échapper le 27 mai 1944 mais est stoppé par une rafale de mitraillette.
Le 16 juin 1944, il est extrait de sa cellule comme 29 autres détenus, dont l’historien Marc Bloch. Les 30 prisonniers sont conduits au lieu-dit Roussille sur la commune de Saint-Didier-de-Formans où ils sont fusillés. Deux de ses camarades sont rescapés,.